# Боулс, Стэн
Стэн Бо́улс (англ. Stanley Bowles; 24 декабря 1948, Коллихерст, Ланкашир — 24 февраля 2024, Манчестер, Северо-Западная Англия) — английский футболист, полузащитник. Один из ведущих футболистов клуба «Куинз Парк Рейнджерс» 1970-х годов, прославившийся в равной степени филигранной техникой и эксцентричными выходками — как на футбольном поле, так и за его пределами.

## Биография
Стэн Боулс родился 24 декабря 1948 года в Манчестере.
Начал играть за юношеский состав «Манчестер Сити». Однако в клубе он не задержался: причиной тому были неуправляемый темперамент, а также тот факт, что Боулс, по его собственным словам, хоть и был манкунианцем, не поддерживал ни одну из местных команд. Сам Боулс говорил в одном из более поздних интервью:
«Меня уволили из Сити потому, что Джо Мерсер и Малкольм Маллисон считали, что у меня не всё в порядке с головой. Я действительно переживал бурное время, они этого терпеть не стали, так что упаковали мой вещички и отправили в Кру».
За «Кру Александра» Боулс сыграл более 50 матчей, где на его мастерство обратили внимание представители нескольких ведущих клубов. В октябре 1971 года его подписал «Карлайл Юнайтед», в то время клуб второго дивизиона. Это, как Боулс вспоминал позже, по крайней мере, дало ему возможность выбраться из Манчестера, где его преследовали многочисленные личные проблемы. За «Карлайл» Боулс сыграл 36 игр и забил 13 голов.

### Переход в «Куинз Парк Рейнджерс»
Тем временем в «Куинз Парк Рейнджерс» (QPR) сменился менеджмент. Из клуба ушёл главный бомбардир и признанный лидер Родни Марш, чья майка с номером «10» была символом клуба. Именно в эти дни новый старший тренер клуба Гордон Джейго (Gordon Jago) убедил Боулса, что тот сможет заменить Марша, вписаться в состав и найти взаимопонимание, как с Терри Венейблсом, так и с восходящей звездой команды Джерри Фрэнсисом (Gerry Francis). Стэн Боулс принял приглашение, в сентябре 1972 года перешёл в «Куинз Парк Рейнджерс» (за 112000 фунтов стерлингов) и, как позже говорил, ни разу не пожалел о своём решении. Именно здесь он (используя его собственное выражение) «повеселился от души».

Гордон был прав относительно «Рейнджерс». Я идеально вписался в состав и полюбил там всё: стиль игры, стадион, болельщиков — это было просто потрясающе.
Оригинальный текст (англ.)Gordon was right about Rangers, I did fit in and I loved everything about the place, the football, the ground, the supporters it was just tremendous.
— Стэн Боулс
Болельщики ответили Боулсу взаимностью: он стал героем на «Loftus Road», и не только за спортивные, но и за человеческие качества, главным из которых оказалась чисто английская эксцентричность, благодаря которой много лет спустя он вошёл в список «самых рок-н-ролльных футболистов всех времен», составленный журналом «Loaded». Боулс действительно сдружился с Джерри Фрэнсисом: двое полузащитников на футбольном поле сформировали мощную связку, ставшую ключевой в QPR. Именно здесь Боулс стал раз за разом демонстрировать высокую технику, которая (согласно статье на фан-сайте) «позволяла ему одним финтом оставлять не у дел всю защиту соперника».
В QPR Боулс стал ведущим игроком «звёздного» состава клуба, который, под руководством старшего тренера Дэйва Секстона закончил сезон 1975/76 в высшей лиге на 2-м месте. Он провёл в клубе почти 8 лет, сыграл 315 матчей и забил 97 голов.

### Стэн Боулс в сборной Англии
Боулс впервые выступил за сборную Англии в матче против Португалии в апреле 1974 года (это была последняя игра команды под предводительством сэра Альфа Рамсея). Всего, будучи игроком QPR, Боулс 5 раз выступал за сборную Англии (и забил один гол — в матче с Уэльсом на «Ниниан-парк», выигранный Англией 2:0). Боулс в сборной не закрепился: в те годы она переживала кризис, тренеры и состав её менялись постоянно. Имелись тому и другие причины: Боулс пренебрежительно относился к спортивной дисциплине, большую часть свободного времени проводил на бегах и скачках, которыми маниакально увлекался, часто пропускал тренировки, а однажды не явился в аэропорт, когда сборная отправлялась в Израиль на товарищескую встречу. «Не могу сказать, чтобы моя карьера в сборной Англии была очень успешной, но виной тому расписание матчей — все эти международные встречи проходили по субботам, так что мне приходилось отказываться от них под разными предлогами, чтобы не пропустить бега», — писал он в автобиографии 1996 года.
Много лет спустя BBC попросила Боулса для документального фильм «Три льва» («Three Lions») вспомнить какой-нибудь интересный эпизод, касавшийся его пребывания в сборной. Боулс рассказал эту историю, но его рассказ в фильм включён не был. Позже Боулс пересказал её в журнальном интервью. История касалась эпизода, когда старший тренер сборной Англии Дон Реви решил простимулировать игроков, выплачивая по 200 фунтов стерлингов за каждый матч. Защитник Эмлин Хьюз тут же заявил, что готов играть не за деньги, а «просто за Трёх львов на футболке». В этот момент Боулс, который из-за огромных расходов на бегах постоянно нуждался в деньгах, по собственным словам, потерял терпение. «Подумать только: этот Хьюз имел в виду, что все мы тоже должны отказаться от денег! Отлично, говорю, чтобы всякую возможность консенсуса подавить в зародыше, давай ты будешь играть за этих сраных львов, а свои 200 фунтов отдавать мне!» По понятным причинам, писал журнал, такая «интересная история» никак не могла попасть в документальный фильм под названием «Три льва», признанный прославить символ сборной Англии.

### Боулс в Кубке УЕФА
Боулс оставил единственный, но яркий след на европейской арене, когда в сезоне 1976/77 QPR играл в Кубке УЕФА. Сначала Боулс сделал по хет-трику в каждом матче с норвежским клубом «Бранн» из города Берген (QPR победил с общим счётом 7-0). Затем он забил два года в матче с братиславским «Слованом» (который закончился со счётом 3-3; второй матч QPR выиграл 3-2). Боулс был и автором гола в играх третьего круга, когда QPR выбил западногерманский «Кёльн». В четвертьфинале QPR встречались с клубом АЕК из города Афины и первый матч дома выиграли 3-0 (третий гол забил Боулс). Несмотря на то, что QPR выбыли из Кубка УЕФА (проиграв в Афинах по пенальти), Стэн Боулс стал лучшим бомбардиром турнира, забив 11 мячей.

### Закат карьеры
В 1979 году Боулс, проведший 7 лет в QPR, был выставлен на трансфер. У него был шанс поиграть в Германии, когда им заинтересовался «Гамбург», но желания уезжать из Англии у него не возникло:

«Гамбург» заинтересовался мной до того, как они сделали аналогичное предложение Кигану и я согласился встретиться с ними в отеле «Ройал Ланкастер» на Бэйсвотер-роуд. Когда я уже ожидал их в отеле, мне позвонил Джим Грегори, который тоже собирался приехать в отель. Он спросил меня, что я думаю о переезде и я сказал, что не очень-то хочу уезжать. Он сказал: «Ну и ладно, тогда мне-то зачем приезжать». Тогда и я просто ушёл из отеля — немцев так и не встретил.
Оригинальный текст (англ.)Hamburg came in for me before they made a move for Keegan and I agreed to meet them in the Royal Lancaster Hotel in Bayswater Road. Whilst I was waiting in the hotel I had a call from Jim Gregory who was about to come over to the hotel. He asked me how I was feeling about the move and I told him I didn’t really want to go. So he said „okay I won’t bother coming over then“ so I just walked out of the hotel and I never even met the Germans.
— Стэн Боулс
В 1979 году Боулс перешёл в «Ноттингем Форест». Известно, что он так и не смог поладить с Брайаном Клофом. Кроме того, Боулса выставили на правый фланг, в позицию, для него неудобную. В 1981 году он был продан за 100 000 фунтов в «Лейтон Ориент» (1981), год спустя — перешёл в «Брентфорд», где и оставался вплоть до 1984 году, когда завершил футбольную карьеру.
В течение нескольких лет он испытывал серьёзные проблемы со здоровьем и финансовые затруднения. В 1987 году был организован благотворительный матч QPR — «Брентфорд», чтобы собрать для него средства. Матч был провозглашён как «битва двух десяток», потому что под этим же номером в матче принял участие Родни Марш.

#### «Stan the Man»
В автобиографии «Stan the Man», опубликованной в 1996 году, Боулс откровенно рассказал о жизни в QPR, своих чудачествах на поле и вне его, о проблемах, связанных с алкоголизомом, а также о болезненной страсти к бегам, скачкам, ставкам и пари, которая преследовала его в течение всей футбольной карьеры и после её завершения. Некоторые обозреватели отметили литературный талант автора: почти каждая глава автобиографии представляла собой небольшой юмористический рассказ. В одной из них, в частности, Стэн Боулс рассказал о ставшем в своё время скандально знаменитом эпизоде во время матча «Сандерленд» — «Куинз Парк Рейнджерс», завершавший сезон во втором дивизионе 1973/74, когда он (предварительно заключив несколько пари) ударом с десяти метров сбил завоёванный незадолго до этого «Сандерлендом» Кубок Англии и выставленный руководством домашнего стадиона у кромки поля. Сразу же после опубликования книги Боулс был приглашён ведущим в канал «Sky Sports», где (по странному стечению обстоятельств) сменил — во второй раз — Родни Марша, своего знаменитого предшественника в QPR. В течение года фрагменты из книги ежемесячно публиковал журнал «Loaded», затем пригласивший автора вести колонку ставок и прогнозов. После этого Боулс в той же роли стал регулярно появляться на страницах других английских изданий.

#### Популярность
Согласно опросу, проведённому среди болельщиков QPR в 2004 году, Стэн Боулс был объявлен лучшим игроком клуба всех времён. «Стэн — самый талантливый игрок из всех, кого я когда-либо видел в деле», — говорил Дон Гивенс, форвард сборной Ирландии 1970-х годов, игравший с Боулсом в «Куинз Парк Рейнджерс».
В честь Боулса группа «The Others» написала песню, выпустив её синглом в 2004 году. Статья о Боулсе на сайте клуба завершается словами: «Стэн — легенда „Loftus Road“, и всех слов, что есть в этом мире, не хватит, чтобы описать радость, которую он доставлял фэнам клуба в течение многих лет. Он — единственный и неповторимый: Стэн Боулс, величайший игрок, когда-либо надевавший футболку QPR».